# Sherman Firefly
De Sherman Firefly is een Britse herbouw van de Amerikaanse M4 Shermantank uit de Tweede Wereldoorlog. De Firefly werd in 1944 en 1945 gebouwd omdat de normale Shermantanks niet opgewassen waren tegen de Duitse Tiger I tank. Er werd een krachtiger 17-ponder in de toren aangebracht en ook werd de bepantsering iets verbeterd.

## Ontwikkelingsgeschiedenis

### Achtergronden
Na de deelname van de Verenigde Staten van Amerika aan de oorlog, eind 1941, begon het Verenigd Koninkrijk bij de opbouw van zijn pantserstrijdkrachten in steeds ruimere mate gebruik te maken van Amerikaanse voertuigen, zowel omdat die in de VS in veel grotere hoeveelheden geproduceerd zouden worden dan de Britse tanks, als omdat de eigen tankontwikkeling erg tekortschoot. Vanaf augustus 1942 stroomden grote aantallen in van de toenmalige Amerikaanse standaardtank: de M4 Sherman. Dit type was bewapend met een 75 mm Lang 31 kanon dat redelijk effectief was tegen ongepantserde doelen, maar ook de 50 mm pantserplaat kon doorslaan waarmee begin 1942 de meeste Duitse tanks frontaal beschermd waren.
In 1943 was de Duitse standaard voor de al bestaande tanktypen echter op 80 mm gebracht, wat afdoende bescherming bood tegen de Amerikaanse 75 mm. Ook waren er twee nieuwe zwaarder bepantserde tanks geïntroduceerd: de Tiger I en de Panther. De Tiger, hoewel frontaal effectief wat minder zwaar bepantserd dan de Panther, was daarbij ook aan de zijkanten en de achterkant vrijwel onkwetsbaar voor de normale Sherman.
Al begin 1943 gingen er in het VK stemmen op om de Sherman met een sterker kanon uit te rusten. Men wist dat ook de Amerikanen iets dergelijks van plan waren; het Amerikaanse project zou in 1944 resulteren in de productie van Shermans met het 76 mm Lang 50 M1 kanon. De Britten hadden echter een eigen kanon in ontwikkeling, de Ordnance QF 17-pounder 76,2mm Lang 55, dat nog krachtiger was dan de Amerikaanse 76 mm maar daarbij ook gebruik zou kunnen maken van een sterk verbeterd type munitie: de Armoured Piercing Discarding Sabot-granaat, gebaseerd op Frans onderzoek van voor de oorlog door het bedrijf Brandt. Dit soort granaat had niet alleen een subkaliberkern, waardoor hij lichter werd en daardoor een grotere aanvangssnelheid verkreeg en een navenant groter doorslagvermogen, maar ook vormde de schil rond die kern een afwerpbare slof, de sabot, zodat de kern na het verlaten van de loop niet door die schil snel afgeremd zou worden, een groot nadeel van eerdere typen subkalibergranaten. Gebruikmakend van de nieuwe techniek was de 17-ponder superieur aan de 88 mm van de Tiger en de 75 mm van de Panther.
Het Tank Decision Board wees dergelijke plannen eerst echter af: men wilde een speciaal voertuig voor de 17-ponder ontwikkelen: de A30 Challenger, gebaseerd op het chassis van een Brits voertuig, de Cromwell. Projecten van individuele officieren om een 17-ponder in te bouwen, werden afgekeurd door het Department of Tank Design. Luitenant-kolonel George Witheridge liet het daar echter niet bij zitten en wist door te lobbyen bij het Ministry of Supply te bereiken dat de bouw van een 17-ponder Sherman een officieel project werd. Het ministerie dwong het DTD een van zijn ingenieurs te detacheren, W.G.K. Kilbourn, die in vredestijd voor Vickers gewerkt had.

### Ontwerp door Kilbourn

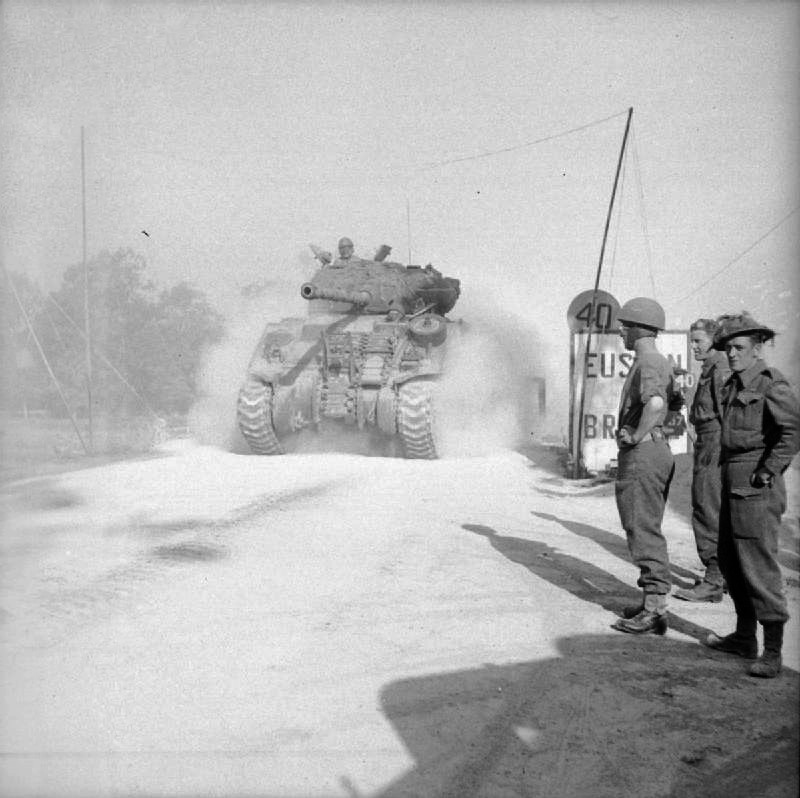
Een Firefly in Normandië in 1944.

Kilbourn paste in de Armoured Fighting School te Lulworth, samen met drie medewerkers, tussen augustus en november 1943 een 17-ponder antitankkanon aan de Shermantoren aan. Dat vergde nogal wat veranderingen. Het originele hydropneumatische remmechanisme leverde een terugslag op van veertig duim, veel te ver voor de ondiepe toren. Het werd vervangen door een geheel nieuw korter en krachtiger systeem. Door de geringere lengte raakte het kanon echter uit balans, ongeveer een halve ton. Hierom ontwierp hij een extra slof om de loop meer naar voren beter in de kanonwieg te klemmen en maakte hij achteraan de hulzenvanger van metaal in plaats van canvas. Deze tankversie van het kanon noemde hij de Mark IV; een latere verbeterde versie was de Mark VII. Op 11 november had hij de tekeningen gereed voor een mogelijke massaproductie. Op 28 november was het eerste prototype van het kanon klaar en op 30 november het tweede. Ze werden beproefd op de schietbanen te Woolwich en Shoeburryness.
Om te voorkomen dat het zware kanon de toren ongelijk zou belasten, werd die toren verder in balans gebracht door een klein gepantserd rechthoekig uitsteeksel aan de achterkant, waarin de Nº19 en Nº38 radio's ondergebracht werden, die door het grotere geschut toch al hadden moeten verhuizen. Ter verbinding werd in de achterwand van de toren een vierkant gat gezaagd. Desalniettemin nam de rotatiesnelheid af, vooral vanwege het hogere absolute gewicht; een onverwacht voordeel was dat hierdoor de fijnafstelling bij het richten verbeterde. Het nadeel was dat de kanonnier de radio moest bedienen, wat tijdens het gevecht coördinatie met andere tanks onmogelijk maakte.
Omdat het grotere kanon ook de vluchtroute van de lader afsloot, kreeg die een extra torendakluik aan de linkerkant. Dit bleek ook handig te zijn voor het in de tank laden van nieuwe munitie. De munitievoorraad werd beperkt van 97 naar 78 stuks gezien de grotere lengte van de granaten; vijf daarvan werden in de toren zelf aangebracht voor direct gebruik. Nog eens achttien waren direct schuin uit een compartiment in de vloer te tillen; veertig bevonden zich echter horizontaal in twee aanvulkisten van twintig onder de torenvloer en waren alleen bereikbaar als de toren in een speciale positie gedraaid was. De laatste vijftien waren naast de chauffeur aangebracht in een compartiment op de plaats waar normaal de rompmachinegeweerschutter zat; vandaar dat het aantal bemanningsleden teruggebracht was van vijf naar vier. Overigens bleek in de praktijk dat de diepste granaat daaruit niet meer te verwijderen was, zodat de werkelijke voorraad 77 stuks bedroeg.
De elevatie van het kanon was 20°, maar doordat het iets te groot was voor de toren, was de domping (de beweging naar beneden) maar 5°, zodat de tank moeite had rompgedekte posities te vinden. Links naast het kanon plaatste Kilbourn een aparte wieg voor een coaxiaal 0,30 inch M1919A4 machinegeweer. Rechts was het Nº 43. ×3 Mk. 1 vizier. De kanonnier had ook een periscoop, die echter niet zonder draaien van de hele geschutskoepel rondom liet kijken maar wel automatisch dezelfde elevatie had als het kanon. In het torendak was een 2 inch mortier aangebracht, voornamelijk om rookgranaten te verschieten, met drie elevaties voor een bereik van twintig, zeventig en honderd yard.
Eind 1943 werd de druk vanuit de veldtroepen om zwaarder bewapende tanks in dienst te nemen steeds groter. In december 1943 kreeg de Royal Ordnance Factory een bestelling voor de ombouw van 2100 voertuigen tot de Sherman 17-pounder. De naam Firefly ("vuurvlieg") komt van de mondingsflits. Deze was zo fel dat de bemanning tijdens het vuren bij nacht de ogen moest sluiten om tijdelijke blindheid te voorkomen. Deze benaming duikt al in maart 1944 op maar was nooit de officiële aanduiding. Ook de benaming Mayfly ("eendagsvlieg") werd gebruikt. In de documentaties werd het type aangeduid door het toevoegen van een extra "C", zoals "Sherman VC". De beproevingen van een volledig tankprototype liepen tot in februari 1944.

## Productie

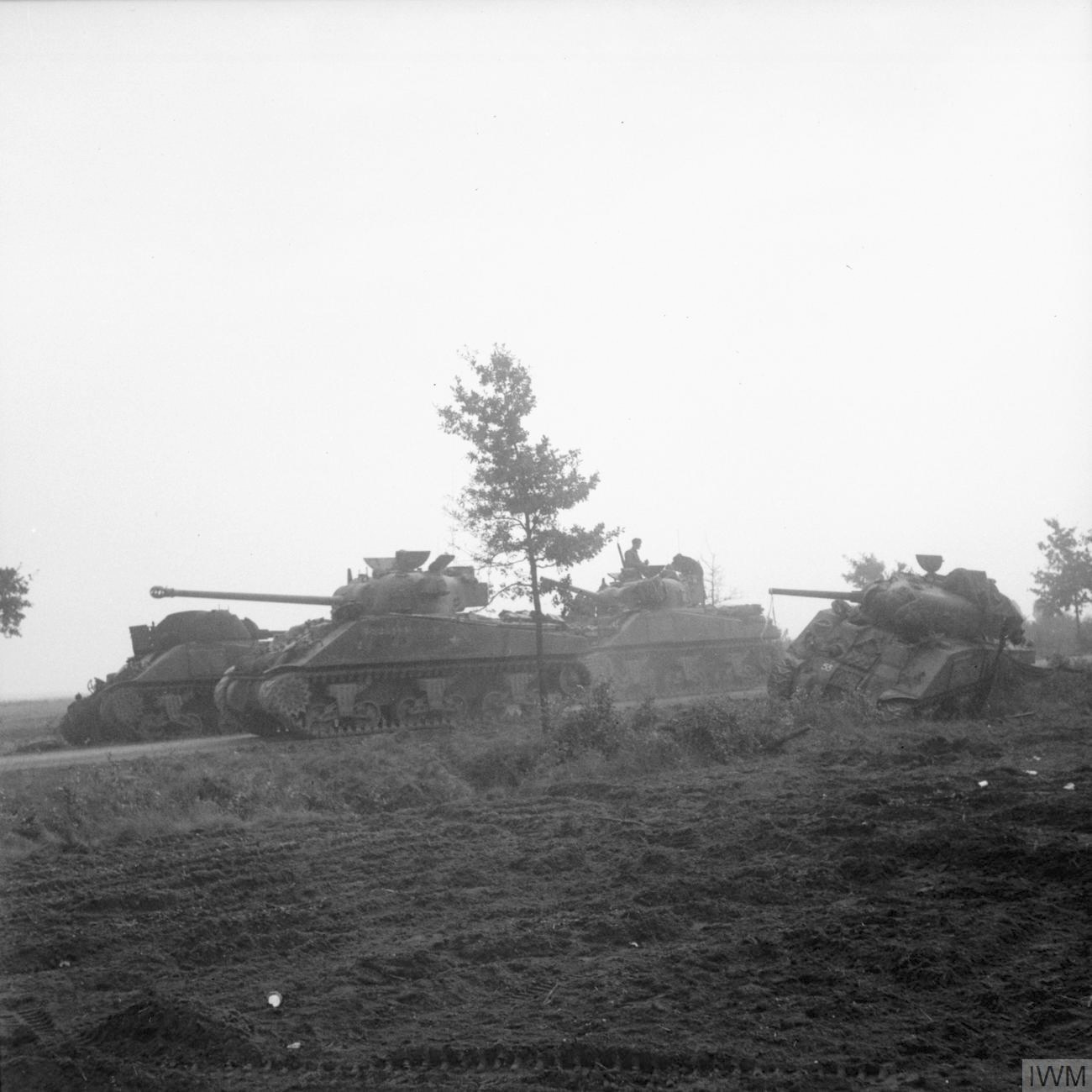
Een Firefly samen met "normale" Shermans in Nederland in september 1944

Niet iedere Sherman — de Amerikanen bouwden gelijktijdig vele subtypen — was voor ombouw met het 17-ponder kanon geschikt. Daarvoor moest de tank aan vier voorwaarden voldoen, het bezit van: een benzinemotor, een brede mantelwieg, een hydraulisch rotatiemechanisme en de M34A1 kanonwieg. Men was van plan om alleen geheel nieuwe voertuigen te gebruiken, maar de Amerikanen waren wel in staat van tevoren aan te geven welk hoofdsubtype ze zouden verschepen, maar niet of een specifieke lading ook de exacte gewenste eigenschappen zou bezitten; de fabrieken plachten motoren in te bouwen al naargelang hun beschikbaarheid. Dit maakte het lastig de ombouw gedetailleerd te plannen.
De meeste omgebouwde Shermans zouden van het M4A4-model zijn, dat de Britten "Sherman V" noemden. Maar daarnaast gebruikte men ook de Sherman I (M4) en de Sherman I Hybrid (M4 Composite). Ook bouwde men in Canada enkele Sherman II's (M4A1) om (Grizzlies), maar die zouden alleen voor training gebruikt worden. Sommige oudere bronnen noemen ook de M4A2, maar dat berust op een vergissing.
Vier fabrieken zouden bij de ombouw ingezet worden. De productie begon begin 1944 en op 1 juni waren er 342 geleverd. Eind augustus bereikte het totaal zo'n negenhonderd. Die zomer haalde men dus bijna het doelcijfer van 250 per maand; daarna zouden er echter vertragingen zijn door een tekort aan kanonnen. Over heel 1944 zouden er 1783 omgebouwd worden. Bij het eind van de oorlog, in mei 1945, werd de fabricage beëindigd. Dat jaar waren er nog eens 563 gemodificeerd, voor een totaal van 2346 voertuigen. Daarvan zijn er 2139 afgeleverd aan de Britse troepen.
Een probleem bij de bepaling van de totalen is dat de Amerikanen voor eigen gebruik vanaf maart tot mei 1945 apart Shermans naar Engeland verscheepten om ze in Woolwich Arsenal te laten ombouwen met het 17-ponder kanon. Deze "Amerikaanse Fireflies" waren meestal van het M4A3-type. Het lag in de bedoeling om 160 voertuigen te modificeren maar slechts tachtig zijn er feitelijk omgebouwd. Ze kwamen te laat om nog door de Amerikaanse troepen ingezet te worden, die sterk hadden aangedrongen op de introductie van een zwaarder bewapende versie. Het is niet meer bekend of deze tachtig zijn inbegrepen in het totaal van 2346.

## Munitie

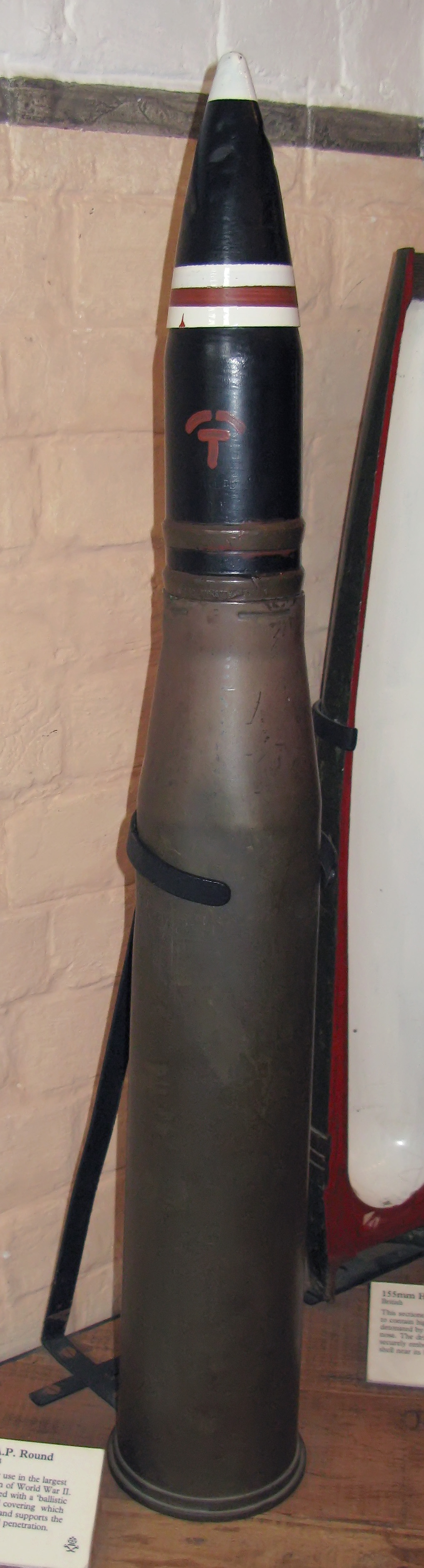
Een APCBC-granaat van de 17-ponder

Hoewel een van de hoofdmotieven voor de toepassing van het Britse kanon, werd de APDS-munitie maar zelden gebruikt: slechts zo'n 4% van de afgeschoten pantsergranaten was van dit type. De reden hiervoor lag ten dele in productieproblemen, voor een ander deel in het feit dat dit munitietype, destijds nog de SVDS-T genoemd (Super Velocity Discarding Sabot - Tracer), in zijn toen nog primitieve vorm ook grote nadelen bleek mee te brengen: na zo'n duizend meter — juist het bereik waarin het type door zijn geringe afremming meerwaarde gehad zou moeten hebben — werd de vrij langwerpige penetrator met een doorsnee van vijf centimeter instabiel, wat de zuiverheid van het schot negatief beïnvloedde of de doorslag zelfs helemaal verhinderde als hij over de kop begon te gaan. Dit werd geweten aan ongelijktijdige separatie van de twee slofhelften. In theorie echter was de doorslag voor die tijd uitstekend vanwege de aanvangssnelheid van 1284 m/s: bij een helling van 30° vanaf het verticale vlak 209 mm pantserplaat op vijfhonderd meter en nog steeds 192 mm op duizend meter.
Er waren alternatieven: een simpele AP-granaat, die de tanks echter zelden gebruikt lijken te hebben en een APC (Armoured Piercing Capped) die voorzien was van een zachtmetalen neus om een shatter gap-effect te voorkomen: het verschijnsel dat in een bepaald inslagsnelheidsbereik de granaat zelf verbrijzeld wordt in plaats van het pantser. Om de aerodynamische vormgeving te verbeteren werd ook een APCBC (Armour Piercing, Capped, Ballistic Capped) ontwikkeld, met een spitsere holle kap. Die had met een aanvangssnelheid van 884 m/s een doorslagvermogen van 140 mm op vijfhonderd meter en 131 mm op duizend meter.
Een ander probleem was in het begin het feitelijk ontbreken van een brisantgranaat. Omdat deze versie primair bedoeld was voor het bevechten van andere tanks, werd het belang van de HE (High Explosive) eerst niet ingezien. Men was ook bang dat het type, gezien zijn grote vuurbereik van tien kilometer bij brisantgranaten, als artillerie misbruikt zou gaan worden. In de praktijk bleek zo'n granaat echter onontbeerlijk tegen vijandelijke infanterie. Maar toen de brisantgranaten van september 1944 af beschikbaar kwamen zouden sommige commandanten de voertuigen inderdaad als indirect vurend geschut inzetten.

## Operationele geschiedenis

### Tweede Wereldoorlog

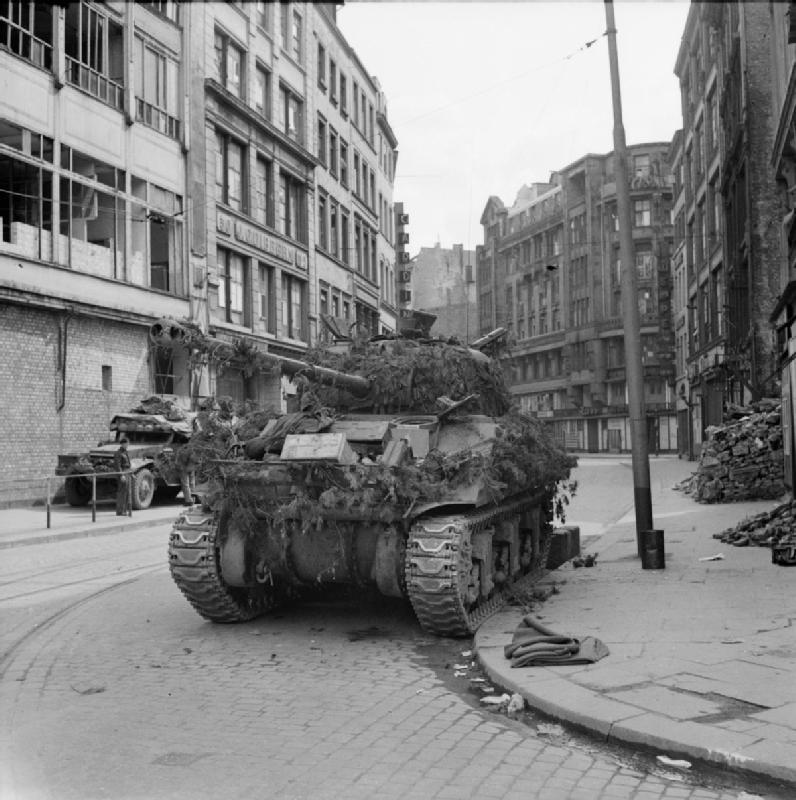
Firefly in Hamburg in 1945

De Fireflies stroomden van maart 1944 bij het Britse leger binnen. Het lag niet in de bedoeling om eenheden te formeren die helemaal uit Fireflies bestonden: men wilde vooraleerst één voertuig per Shermanpeloton een Firefly laten zijn, dus 36 per brigade, om de overige voertuigen vuurdekking op lange afstand te geven. Bij de Landing in Normandië werd deze norm meestal nog niet gehaald. In praktijk werd de Firefly een zeer populair type, omdat het toen de zwaarst bewapende westerse geallieerde tank was. Toch was het nodig om er heel voorzichtig mee tegen Duitse tanks op te treden, vanwege zijn slechte bepantsering (op de meeste punten even mager als bij de normale Sherman: 76 mm maximaal), hoge silhouette en geringe domping. Dat lukte meestal wel en de verliezen onder Fireflies waren minder hoog als bij standaard Shermantanks.
Men was bang dat de Duitsers in het gevecht deze gevaarlijke tanks het eerst zouden proberen uit te schakelen. Om de lange loop te verhullen, werden verschillende maatregelen voorgesteld, zoals het aanbrengen van een korter houten dummykanon aan de achterzijde van de toren. Iets praktischer was de suggestie om halverwege de loop een valse mondingsrem aan te brengen en de uiterste helft "onzichtbaar" te maken door tegenschaduwing toe te passen: het wit beschilderen van de onderzijde en donker maken van de bovenzijde, zodat een object niet meer als een drie dimensioneel object wordt waargenomen en wegvalt tegen de achtergrond. Dit soort beschildering — maar dan zonder valse mondingsrem — zou inderdaad door sommige eenheden worden aangebracht.
Over het algemeen wisten de Fireflies hun taak om zwaardere Duitse tanks te vernietigen goed te vervullen. Tot 850 meter kon met de APCBC-granaat het frontpantser van de Tiger en de Panther vrij betrouwbaar doorslagen worden. Een befaamd slachtoffer was de Tiger van de "tank aas" Michael Wittman.
In 1944 werden veel Shermans verbeterd: er werden extra pantserplaten links en rechts op de voorplaat van de romp gelast ter bescherming van de bestuurder en de munitie. Ook bracht men extra platen op de voorkant van de toren aan. Op de meeste Fireflies werd deze modificatie toegepast.
Tegen het eind van 1944 waren er voldoende voertuigen beschikbaar om bij vele eenheden ook een tweede tank in het peloton een Firefly te laten zijn.
Behalve het Britse leger gebruikten ook andere Commonwealth-legers het type, waaronder Canada, Zuid-Afrika en Nieuw-Zeeland in Italië. Daarnaast beschikten ook de Poolse pantserdivisies in het westen over Sherman VC's.
De Duitsers maakten van enkele buitgemaakte Fireflies gebruik.

### Na 1945

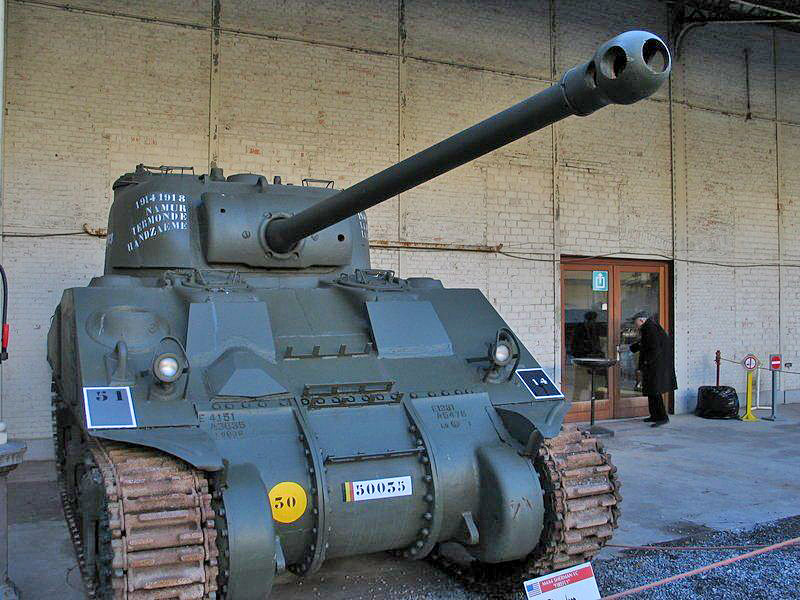
Een door België gebruikte Sherman Firefly in het Koninklijk Museum van het Leger en de Krijgsgeschiedenis

Na 1945 werd de Firefly eind jaren veertig bij de Britten vervangen door de Centurion. Bij verschillende bondgenoten werden de nieuw opgerichte legers uitgerust met afgedankt oorlogsmaterieel. Originele Amerikaanse Shermans waren relatief eenvoudig te verwerven maar men prefereerde de krachtiger Firefly. Nederland rustte een tankbataljon uit met al in 1945 van een legerdump bij Enschede brutaalweg ontvreemde Fireflies. België deed na 1949 op grotere schaal (drie bataljons/regimenten) hetzelfde met zo'n tweehonderd eerlijk gekochte voertuigen. De Nederlandse voertuigen zouden later doorstromen naar de verkenningsafdelingen en daar tot eind jaren vijftig dienstdoen om daarna ingegoten te worden in de IJssellinie. Andere naoorlogse gebruikers zijn Italië, Joegoslavië, Libanon, Argentinië en Paraguay.